# Folivari
Folivari est une société française de production de films et de séries d'animation, fondée en 2014 et basée à Paris. 

## Histoire
Parmi ses fondateurs, la société compte Didier Brunner, anciennement producteur de la société Les Armateurs, Damien Brunner architecte de formation, Thibaut Ruby directeur de production du film Ernest et Célestine et Le Chant de la mer.
Folivari est spécialisé dans la production de longs-métrages d'animation, mais également de séries télévisées et plus récemment de court-métrage. La société compte aujourd'hui six associés et une dizaine de permanents.
En 2018, Damien Brunner et Thibaut Ruby fondent le Studio Fost, afin de fabriquer en interne des films et séries d'animation, pour Folivari mais aussi pour d'autres sociétés de production commanditaires. Le studio, basé à Paris et Angoulême, compte en moyenne une centaine d'intermittents et d'artistes à temps plein.

## Filmographie

### Longs métrages
- 2017 : Le Grand Méchant Renard et autres contes... de Benjamin Renner et Patrick Imbert produit par Folivari / Panique ! / StudioCanal / RTBF / VOO / Be TV Distribution France et international Studiocanal - César du meilleur film d’animation 2018 - Annie Awards de la meilleure réalisation pour le cinéma et du meilleur film d’animation indépendant 2018
- 2017 : Ernest et Célestine en hiver de Julien Chheng et Jean-Christophe Roger - D'après les albums de Gabrielle Vincent publiés par Casterman Produit par Folivari / Mélusine Productions / So-Nord / RTBF – OUFtivi - Distribution France:Little KMBO - Distribution internationale : Dandelooo
- 2018 : Pachamama de Juan Antin produit par Folivari / O2B Films / Doghouse Films / Kaïbou Production Pachamama Inc / Blue Spirit Studio / Haut et Court Distribution Haut et Court - Nomination aux César 2019 - Nomination aux Lumières de la presse étrangère 2019 - Nomination à Mon Premier Festival 2018.
- 2019 : Ma famille et le Loup de Adriàn Garcia produit par Folivari / Nectarious Films / La Cie Cinéma / Panache Productions / Apollo Films Distribution
- 2019 : SamSam de Tanguy de Kermel d'après les albums de Serge Bloch publiés par Bayard - produit par Folivari, La Cie Cinéma, Studiocanal, France 3 Cinéma, Mac Guff, RTBF - Nomination au Festival International du Film de Comédie de l’Alpe d’Huez 2020
- 2020 : Chien Pourri, La Vie à Paris de Davy Durand - d'après les albums de Colas Gutman et Marc Boutavant publiés à l'école des loisirs - Produit par Folivari / Dandelooo / Panique / Pikkukala / Shelterprod / Corporació Catalana de Mitjans Audiovisuals, SA / RTBF (télévision belge) Distribution France : Little KMBO Distribution internationale : Dandelooo
- 2021 : Le Sommet des Dieux de Patrick Imbert produit par Julianne Films / Folivari / Mélusine Productions / France 3 Cinéma / AuRA Cinéma - d'après l'œuvre de Baku Yumemakura et Jiro Taniguchi - Distribution France et International : Wild Bunch
- 2022 : Ernest et Célestine : Le Voyage en Charabie de Julien Chheng et Jean-Christophe Roger - D'après les albums de Gabrielle Vincent publiés par Casterman Produit par Folivari / Mélusine Productions / Studiocanal / France 3 Cinéma / Les Armateurs - Distribution France et international Studiocanal

### Courts métrages
- L'Inspecteur et le Parapluie de Maël Gourmelen
- La Fée des Roberts de Léahn Vivier-Chapas  12 minutes Produit par Folivari Distribution France et international : Miyu Distribution - Nomination à la Mostra de Venise "78 VENICE FILM FESTIVAL / ITALIE Orizzonti short film"

### Séries télévisées d'animation
- 2017 - Ernest et Célestine, La Collection réalisé par Jean-Christophe Roger et Julien Chheng D'après les albums de Gabrielle Vincent publiés par Casterman 26 épisodes de 12 minutes Produit par Folivari / Mélusine Productions / So-Nord / RTBF – OUFtivi Distribution internationale : Dandelooo Diffusé sur France Télévisions et la RTBF
- 2020 - Chien Pourri réalisé par Davy Durand D'après les albums de Colas Gutman et Marc Boutavant publiés à l'école des loisirs 52 épisodes de 11 minutes D'après les albums de Colas Gutman et Marc Boutavant publiés à l'école des loisirs Produit par Folivari / Dandelooo / Panique / Pikkukala / Shelterprod / Corporació Catalana de Mitjans Audiovisuals, SA / RTBF (télévision belge) Distribution internationale : Dandelooo Diffusé sur France Télévisions
- 2021 - Ernest et Célestine, la Collection saison 2 réalisé par Aurélie Raphaël - D'après les albums de Gabrielle Vincent publiés par Casterman 26 épisodes de 12 minutes  - Produit par Folivari / So-Nord Distribution internationale : Dandelooo Diffusé sur France Télévisions et la RTBF

## Distinctions

### Récompenses
- César 2018 : César du meilleur film d'animation pour Le Grand Méchant Renard et autres contes...[1]
- Prix Lumières 2018 : Lumière du meilleur film d'animation pour Le Grand Méchant Renard et autres contes...[2]
- César 2022 : César du meilleur film d'animation pour Le Sommet des Dieux[3]
- Prix Lumières 2022 : Lumière du meilleur film d'animation pour Le Sommet des Dieux[4]

### Nominations
- Annie Awards 2018 : Annie Awards de la meilleure réalisation pour le cinéma, du meilleur long-métrage indépendant et meilleure animation de personnages pour Le Grand Méchant Renard et autres contes...[5]
- César 2023 : César du meilleur film d'animation pour Ernest et Célestine : Le Voyage en Charabie[6]